# Federico Errázuriz Zañartu
Federico Errázuriz Zañartu (Santiago do Chile, 25 de abril de 1825 - † 20 de julho de 1877) foi um advogado chileno; foi presidente do Chile de 1871 até 1876. Seus pais foram  Francisco Javier Errázuriz Aldunate e Josefa Zañartu Manso de Velasco. Estudou direito na Universidade do Chile. Foi eleito deputado em 1855. Morreu vítima de ataque cardíaco.